# Zbigniew Kuźmiński
Zbigniew Kuźmiński est un réalisateur de cinéma et de télévision ainsi que scénariste polonais né le 4 novembre 1921 à Bydgoszcz et mort le 12 mars 2005 à Gdańsk.

## Biographie
Zbigniew Kuźmiński est né le 4 novembre 1921 à Bydgoszcz, en Pologne.
Il est diplômé du lycée Kupiecki de Bydgoszcz en 1937.
En 1945, il travaille comme employé de bureau à l'Office de gestion des cinémas de Szczecin. Entre 1946 et 1950, il suit le cours de préparation aux métiers de la cinématographie à Cracovie.
À partir de 1947, il travaille comme assistant réalisateur, notamment sur le film de guerre Ulica Graniczna d'Aleksander Ford sorti en 1948, qui a reçu la médaille d'or du gouvernement italien au Festival international du film de Venise, et Dom na pustkowiu de Jan Rybkowski sorti en 1949.
En 1950, il fait ses débuts en tant que réalisateur de documentaires et, à partir de 1961, de longs métrages.
De 1976 à 1980, il a été le directeur de la branche de Gdańsk de la société de production Poltel TV.
Entre 1957 et 1973, il a dirigé plusieurs dizaines de productions du Teatr Telewizji (pl), une institution de la télévision polonaise qui produit et diffuse des productions théâtrales télévisées. Il a également dirigé le Teatr Polskiego Radia (pl), une institution de la radio polonaise qui produit et diffuse des pièces radiophoniques basées sur des scénarios originaux et des adaptations radiophoniques de pièces de théâtre, de romans, de reportages et de poèmes.
Il a dirigé des productions théâtrales au théâtre Adam Mickiewicz de Częstochowa (pl) en 1962, au théâtre Ludwik Solski de Tarnów (pl) en 1970, au théâtre Witold Gombrowicz de Gdynia (pl) entre 1977 et 1988 ainsi qu'au théâtre Powszechny de Łódź (pl) entre 1988 et 1989.
Il a gagné en popularité principalement en tant que réalisateur des films Nad Niemnem sorti en 1987, Między ustami a brzegem pucharu sorti en 1987, Agent nr 1 sorti en 1971, de la série Republika Ostrowska et sa dernière production décrivant le sort des familles polonaises de Gdańsk sous le contrôle nazi, Gdańsk 39, sortie en 1989.
Il meurt le 12 mars 2005 à Gdańsk, en Pologne. Le 17 mars 2005, une messe de funérailles a eu lieu dans l'église Stanisław Biskup Męczennik de Gdańsk, dans l'après-midi. À la suite de celle-ci, sa famille, ses amis et les acteurs de ses films l'ont accompagné pour son dernier voyage au cimetière de Srebrzysko (zone XI, terrasse I, rangée 3, tombe 29/30).

## Filmographie

### Au cinéma

#### Réalisateur
- 1950 : Walczymy z pożarami
- 1951 : Ostrzegamy, trucizna!
- 1954 : Opowieść o ziemi odrodzonej
- 1959 : Z ziemi opolskiej
- 1961 : Warmia
- 1961 : Milczące ślady
- 1962 : Drugi brzeg
- 1963 : Mój drugi ożonek
- 1964 : Banda
- 1966 : Zejście do piekła
- 1967 : Zwariowana noc
- 1968 : Bariery dźwięku
- 1970 : Raj na ziemi
- 1971 : Agent nr 1
- 1976 : Krótkie życie
- 1976 : Dźwig
- 1977 : Struny
- 1977 : Kapitan z "Oriona"
- 1978 : Sto koni do stu brzegów
- 1980 : Krab i Joanna
- 1981 : Okolice spokojnego morza
- 1983 : Co dzień bliżej nieba
- 1986 : Republika nadziei
- 1987 : Między ustami a brzegiem pucharu
- 1988 : Desperacja
- 1989 : Gdańsk 39

#### Scénariste
- 1950 : Walczymy z pożarami
- 1951 : Za waszym przykładem (ratownicy zdrowia)
- 1954 : Opowieść o ziemi odrodzonej
- 1962 : Drugi brzeg
- 1963 : Mój drugi ożonek
- 1970 : Raj na ziemi
- 1978 : Sto koni do stu brzegów
- 1980 : Krab i Joanna
- 1981 : Okolice spokojnego morza
- 1986 : Republika nadziei
- 1988 : Desperacja

#### Acteur
- 1980 : Krab i Joanna : médecin du bateau
- 1981 : Okolice spokojnego morza : médecin du bateau

### À la télévision

#### Réalisateur
- 1957 : Zabić
- 1957 : Wzrgórza jak białe słonie
- 1957 : W rodzinnym gronie
- 1957 : W połowie drogi
- 1957 : Przed świtem
- 1957 : Oświadczyny
- 1957 : Jest tam kto
- 1957 : Geniusz
- 1957 : Czy pan istnieje, Mr Johns ?
- 1958 : Studenci
- 1958 : Mur
- 1963 : Wielki Bobby
- 1965 : Zabawa jak nigdy
- 1965 : Ucieczka z Betlejemu
- 1967 : Poletko nad jeziorem
- 1967 : Brulion
- 1968 : Przeszło nie mineło
- 1968 : Bariery dźwięku
- 1969 : W kuźni urodziny
- 1969 : Le Premier Jour de la liberté (en polonais : Pierwszy dzień wolności)
- 1970 : Stadium
- 1970 : Cienie
- 1971 : Tragedia amerykańska
- 1972 : Grzesznicy bez winy
- 1974 : Ile jest życia
- 1976 : Dźwig
- 1977 : Struny
- 1977 : Kapitan z "Oriona"
- 1985 : Republika ostrowska
- 1986 : Nad niemnem
- 1989 : Gdańsk 39

#### Scénariste
- 1985 : Republika ostrowska